# Vittaplusia
Vittaplusia is een geslacht van vlinders van de familie uilen (Noctuidae), uit de onderfamilie Plusiinae.

## Soorten
- V. petraea Dufay, 1972
- V. vittata (Wallengren, 1856)